# USFL
ユナイテッド・ステイツ・フットボール・リーグ(United States Football League、通称：USFL)は1980年代に存在し、2022年に復活し、2024年にUFLに統合された、アメリカンフットボールのプロリーグである。
かつて1983年から1985年の3シーズンにわたって、春夏シーズン制で3年間興行された。NFLの競争相手であったが、4シーズン目の前に解散した。2022年春、多くのチーム名を引き継いで復活した。2024年、XFLと統合されてユナイテッド・フットボール・リーグ (United Football League)となった。

## 2022年に復活したUSFL

### 概要
2022年に、FOXテレビネットワークが主なスポンサーとなり、かつてのリーグ名を引き継いで復活した。NFLのオフシーズンである4月から7月にかけてシーズンが行われる。1983年-1985年のUSFLと異なり、アメリカ合衆国の東半分にチームが集中した。さらにCOVID-19の影響の下で全本拠地では試合を開催せず、少数の都市に限定して試合を開催した。
2022年シーズンは1都市に8チームを集めてレギュラーシーズンが行われた。
2023年シーズンは、チーム数拡大はせず、4都市に8チームを集めて行われた。2022年11月にタンパベイ・バンディッツがタンパベイからメンフィスに移転しメンフィス・ショーボーツ(Memphis Showboats)に改名することが発表された。2月18日からはXFLが復活したため、シーズンの一部が重なった。
2023年9月28日、XFLとともに合併の意志を表明した。2023年11月30日、連邦政府の承認が下り、合併したリーグを2024年3月30日に開始すると発表した。2023年12月31日、新リーグの名称がユナイテッド・フットボール・リーグとなると発表した。

### シーズンの構成
8チームが2つのディビジョンに分かれる。レギュラーシーズンでは、各チームは同ディビジョンの3チームとは2試合ずつ、別ディビジョンの4チームとは1試合ずつの合計10試合を戦う。両ディビジョンの上位2チームがディビジョン優勝を決める準決勝ディビジョン・ファイナルを行ったのち、ディビジョン間で争われる決勝チャンピオンシップを経て優勝を決める。

### 順位決定のタイブレーカー
ディビジョン内の順位は勝率で決められるが、複数チームが同勝率で並んだ場合は、以下のタイブレーカーが用いられる。
1. 直接対決の勝率
2. ディビジョン内の勝率
3. 勝利した相手チームの勝ち数の合計
4. リーグ内の全試合での得失点差
5. リーグ内の全試合での全得失タッチダウン差（得たタッチダウン数と許したタッチダウン数の差）
6. コイントス

### 放送および配信
FOXスポーツ、FOXスポーツ1、NBC, USAネットワークの放送のほか、Peacockで配信される。
各選手のヘルメットにカメラが付けられ、フィールド上を飛ぶドローンが使用される。

### ルールの違い
NFLと比べ以下のようなルールの違いがある。

#### クロック
- プレイクロックは35秒である (NFLは40秒)。
- 第1クォーター、第3クォーターではパス不成功でもクロックが止まらない(2022シーズン途中より)[8]。また第2クォーター、第4クォーターでも残り時間5分まではクロックが止まらない(2023年シーズンから[9])。
- 2ミニッツウォーニング内では、ファーストダウン更新の度に時計が止まる。
- ハーフタイムは15分間　(NFLでは12分)。決勝では30分 (NFLスーパーボウルでは20..30分)。

#### キックオフとパント
- NFLでは両チームの選手が加速して衝突する怪我を避けるためにキックオフではタッチバックが増えるよう誘導されつつあるが、USFLでは怪我を避けながら接触プレーが増えるよう工夫されている。ほとんどの選手がキッキングチームのエンドで15から25ヤード離れて並んでキックと同時にレシービングチームエンドに移動することになり、これはXFLでほとんどの選手がレシービングチームのエンドでわずか5ヤード離れて並ぶのと対照的である。
- キックオフは自陣20ヤードから(2022年シーズンは25ヤードから[9]) (NFLは35ヤード)。キッキングチームはキック地点の線とその1ヤード後ろの線の間に並ぶ。レシービングチームは相手ゾーンの35ヤード線と45ヤード線の間に8人以上を位置させなくてはならない。
- キックされたボールがどちらのチームにも接触されずに止まった場合は、レシービングチームのボールとなる。
- キッキングチームは、キック地点から20ヤード以上進んだ地点ではボールに触れることができない。
- 上記の標準的なキックオフのほか、オンサイドキックか、あるいは自陣の33ヤードラインから4thダウン12ヤードのスクリメージ・プレー1回を試みることができる。
- パントでは、キッキングチームの選手は数字のラインの外側に並ぶことができず、ボールがキックされるまでダブルチームでブロックされてはならない。

#### パス
- 1プレーでスクリメージラインより後からの2回のフォワードパスが許される。
- パスがスクリメージラインを越さなくても攻撃側のラインメンはラインを超えて前に進むことができる。
- キャッチ後に片足がフィールド内のグラウンドに触れただけでパス成功となる (NCAAと同じ)。

#### ペナルティーとリプレイ
- 意図的なものを除き、防御側のパス・インターフェアランスのペナルティは最大で15ヤードとなる。
- リプレイ・チャレンジは各チーム1試合1回まで (NFLでは2回までだが成功すればもう1回できる)。失敗すればタイムアウトを失う。成功すれば再びチャレンジできる。
- サイドラインのチェーン・クルーは廃止され、ボール内のマイクロチップで位置を測定する[10]。
- ロサンゼルスにおかれるリプレイコマンド・センターは判定を覆すことができる。

#### ポイント・アフター・タッチダウン (トライ)
- タッチダウンの後、チームは以下の3つのプレーを選ぶことができる
  - 15ヤードラインからの1ポイントのキック (NFLと同じ)
  - 3ヤードラインからの2ポイントコンバージョン (NCAAと同じ、NFLでは2ヤードライン)
  - 10ヤードラインらの3ポイントコンバージョン (USFL独自のルール)
- ファンブル、インターセプト、キック・ブロックで守備側がボールを得てリターンタッチダウンをすると上の攻撃チームの選択によらず2点が与えられる。

#### オーバータイム
- コイントスで勝ったチームが先に攻撃するか守備するかを選ぶ。両チームが同じゴールライン側を用いる。
- 両チームが交互に合計3回の2ポイントコンバージョンを試み、成功回数の多いチームが勝利する。勝敗が決定した段階で打ち切られる。
- 同点の場合は、いずれかのチームが成功するまでサドンデス方式で続く。サッカーのPK戦と異なり、先攻チームが成功した段階でゲームは終了する。
- 一回の攻撃で一回ずつのタイムアウトを取ることができる。
- 守備チームがボールを得るターンオーバーがあった場合、その時点でプレイは終了する。

### 2022年シーズン

#### 概要（2022年）
2022年シーズンは、8チームで10週間にプレーオフを加えて実施された。アラバマ州バーミンガムに集まって全レギュラーシーズンの試合を行う"バブル・シーズン"として行われた。2022年4月16日から開催され、地上波のFOXスポーツとNBCスポーツがそれぞれ14試合と9試合を放送し、ケーブル局のFOXスポーツ1とUSAネットワークがそれぞれ8試合と9試合を中継し、Peacockが4試合を独占配信した。
主に土曜日と日曜日に試合が行われたが、一部の試合は金曜日および月曜日にも行われた。
チームの本拠地は、アメリカの東半分に集中していた。
バーミンガム・スタリオンズが初代のチャンピオンとなった。

#### チーム（2022年）
2022年は8チームが参加したが、COVID-19流行のため、本拠地を離れアラバマ州バーミングハムにある2つのスタジアム(Protective Stadium、Legion Field)でのみ試合を行う「バブル・シーズン」となった。ただしプレーオフ3試合はオハイオ州カントンで行われた。
| チーム                         | 本拠地(州/市)                          | ヘッドコーチ   |                |                |                |                |
| North Division                 | North Division                         | North Division | North Division | North Division | North Division | North Division |
| ------------------------------ | -------------------------------------- | -------------- | -------------- | -------------- | -------------- | -------------- |
| ミシガン・パンサーズ           | ミシガン州デトロイト                   | Jeff Fisher    |                |                |                |                |
| ニュージャージー・ジェネラルズ | ニュージャージー州イーストラザフォード | Mike Riley     |                |                |                |                |
| フィラデルフィア・スターズ     | ペンシルバニア州フィラデルフィア       | Bart Andrus    |                |                |                |                |
| ピッツバーグ・モーラーズ       | ペンシルバニア州ピッツバーグ           | Kirby Wilson   |                |                |                |                |
| South Division                 |                                        |                |                |                |                |                |
| バーミンガム・スタリオンズ     | アラバマ州バーミングハム               | Skip Holtz     |                |                |                |                |
| ヒューストン・ギャンブラーズ   | テキサス州ヒューストン                 | Kevin Sumlin   |                |                |                |                |
| ニューオーリンズ・ブレイカーズ | ルイジアナ州ニューオーリンズ           | Larry Fedora   |                |                |                |                |
| タンパベイ・バンディッツ       | フロリダ州タンパ                       | Todd Haley     |                |                |                |                |

#### ドラフト（2022年）
初のドラフトは2022年2月22日および23日に行われた。初シーズンであるため、ドラフト順はくじであらかじめ決められ、偶数巡目では奇数巡目と逆順で行われた。1巡目はQB、2-4巡目はDEなどと巡目ごとにポジションを定めて行われ、合計で35巡の指名が行われた。

#### レギュラーシーズン結果（2022年）
| ノース・ディビジョン | ノース・ディビジョン           | ノース・ディビジョン | ノース・ディビジョン | ノース・ディビジョン | ノース・ディビジョン | ノース・ディビジョン | ノース・ディビジョン | ノース・ディビジョン | ノース・ディビジョン | ノース・ディビジョン |
| 順位                 | チーム                         | 勝数                 | 負数                 | 勝率                 | ゲーム差             | 勝敗差               | 総得点               | 総失点               |                      |                      |
| -------------------- | ------------------------------ | -------------------- | -------------------- | -------------------- | -------------------- | -------------------- | -------------------- | -------------------- | -------------------- | -------------------- |
| 1                    | ニュージャージー・ジェネラルズ | 9                    | 1                    | .900                 | -                    | 8                    | 232                  | 182                  |                      |                      |
| 2                    | フィラデルフィア・スターズ     | 6                    | 4                    | .600                 | 3                    | 2                    | 262                  | 243                  |                      |                      |
| 以上プレーオフ出場   |                                |                      |                      |                      |                      |                      |                      |                      |                      |                      |
| 3                    | ミシガン・パンサーズ           | 2                    | 8                    | .200                 | 7                    | -6                   | 211                  | 236                  |                      |                      |
| 4                    | ピッツバーグ・モーラーズ       | 1                    | 9                    | .100                 | 8                    | -8                   | 147                  | 243                  |                      |                      |

| サウス・ディビジョン | サウス・ディビジョン           | サウス・ディビジョン | サウス・ディビジョン | サウス・ディビジョン | サウス・ディビジョン | サウス・ディビジョン | サウス・ディビジョン | サウス・ディビジョン | サウス・ディビジョン | サウス・ディビジョン |
| 順位                 | チーム                         | 勝数                 | 負数                 | 勝率                 | ゲーム差             | 勝敗差               | 総得点               | 総失点               |                      |                      |
| -------------------- | ------------------------------ | -------------------- | -------------------- | -------------------- | -------------------- | -------------------- | -------------------- | -------------------- | -------------------- | -------------------- |
| 1                    | バーミンガム・スタリオンズ     | 9                    | 1                    | .900                 | -                    | 8                    | 224                  | 169                  |                      |                      |
| 2                    | ニューオーリンズ・ブレイカーズ | 6                    | 4                    | .600                 | 3                    | 2                    | 196                  | 164                  |                      |                      |
| 以上プレーオフ出場   |                                |                      |                      |                      |                      |                      |                      |                      |                      |                      |
| 3                    | タンパベイ・バンディッツ       | 4                    | 6                    | .400                 | 5                    | -2                   | 162                  | 195                  |                      |                      |
| 4                    | ヒューストン・ギャンブラーズ   | 3                    | 7                    | .300                 | 6                    | -4                   | 196                  | 208                  |                      |                      |

#### プレーオフ（2022年）
|  | ディビジョン・ファイナル 2022年6月25日 | ディビジョン・ファイナル 2022年6月25日 | ディビジョン・ファイナル 2022年6月25日 |              |    | チャンピオンシップ 2022年7月3日 | チャンピオンシップ 2022年7月3日 | チャンピオンシップ 2022年7月3日 |  |
|  |                                        |                                        |                                        |              |    |                                 |                                 |                                 |  |
|  | N2                                     | フィラデルフィア                       | 19                                     |              |    |                                 |                                 |                                 |  |
|  | N2                                     | フィラデルフィア                       | 19                                     |              |    |                                 |                                 |                                 |  |
|  | N1                                     | ニュージャージー                       | 14                                     |              |    |                                 |                                 |                                 |  |
|  | N1                                     | ニュージャージー                       | 14                                     |              | N2 | フィラデルフィア                | 30                              |                                 |  |
|  |                                        |                                        |                                        |              | N2 | フィラデルフィア                | 30                              |                                 |  |
|  |                                        |                                        | S1                                     | バーミンガム | 33 |                                 |                                 |                                 |  |
|  | S2                                     | ニューオーリンズ                       | S1                                     | バーミンガム | 33 | 17                              |                                 |                                 |  |
|  | S2                                     | ニューオーリンズ                       |                                        |              |    |                                 |                                 |                                 |  |
|  | S1                                     | バーミンガム                           | 31                                     |              |    |                                 |                                 |                                 |  |

| ディビジョン・ファイナル | ディビジョン・ファイナル       | ディビジョン・ファイナル | ディビジョン・ファイナル       | ディビジョン・ファイナル | ディビジョン・ファイナル | ディビジョン・ファイナル | ディビジョン・ファイナル |
| 試合日                   | アウェイチーム                 | スコア                   | ホームチーム                   | 放送局                   | 放送局                   | 放送局                   | 参照                     |
| 試合日                   | アウェイチーム                 | スコア                   | ホームチーム                   | ネットワーク             | 視聴人数 (百万人)        | 視聴率                   | 参照                     |
| ------------------------ | ------------------------------ | ------------------------ | ------------------------------ | ------------------------ | ------------------------ | ------------------------ | ------------------------ |
| 2022年6月25日 3:00 PM    | フィラデルフィア・スターズ     | 19–14                    | ニュージャージー・ジェネラルズ | Fox                      | 0.96                     | 0.6                      | [ 20 ] [ 21 ]            |
| 2022年6月25日 8:00 PM    | ニューオーリンズ・ブレイカーズ | 17–31                    | バーミンガム・スタリオンズ     | NBC                      | 1.00                     | 0.7                      | [ 20 ] [ 21 ]            |

| チャンピオンシップ   | チャンピオンシップ         | チャンピオンシップ | チャンピオンシップ         | チャンピオンシップ | チャンピオンシップ | チャンピオンシップ | チャンピオンシップ |
| 試合日               | アウェイチーム             | スコア             | ホームチーム               | 放送局             | 放送局             | 放送局             | 参照               |
| 試合日               | アウェイチーム             | スコア             | ホームチーム               | ネットワーク       | 視聴人数 (百万人)  | 視聴率             | 参照               |
| -------------------- | -------------------------- | ------------------ | -------------------------- | ------------------ | ------------------ | ------------------ | ------------------ |
| 2022年7月3日 7:30 PM | フィラデルフィア・スターズ | 30-33              | バーミンガム・スタリオンズ | Fox                | 1.52               | 0.9                | [ 22 ] [ 23 ]      |

### 2023年シーズン

#### 概要（2023年）
2023年シーズンは、2022年シーズンと同じく8チームで運営されたが、タンパベイ・バンディッツがメンフィス・ショーボーツとなった。前シーズンがアラバマ州バーミンガムだけで全レギュラーシーズンの試合を行ったのと異なり、今シーズンは2都市から4都市で開催する方針が示され、バーミンガム、テネシー州メンフィス、ニュージャージー・ジェネラルズの開催地としてのオハイオ州カントン、そしてミシガン州デトロイトの4都市が決定した。2022年に引き続き、チームの本拠地はアメリカの東半分に集中した。
2023年4月15日にシーズンが開始された。2023年2月18日からはXFLが復活するため、シーズンの一部は重なり競合した。ヒューストンはUSFLとXFLさらにNFLの全てでチームを持つ唯一の都市となった。
バーミンガム・スタリオンズが前年に引き続き優勝した。

#### チーム（2023年）
| チーム                         | 本拠地(州/市)                          | ヘッドコーチ   | 試合開催地           | スタジアム                      |
| North Division                 | North Division                         | North Division | North Division       | North Division                  |
| ------------------------------ | -------------------------------------- | -------------- | -------------------- | ------------------------------- |
| ミシガン・パンサーズ           | ミシガン州デトロイト                   | Mike Nolan     | ミシガン州デトロイト | フォード・フィールド            |
| フィラデルフィア・スターズ     | ペンシルバニア州フィラデルフィア       | Bart Andrus    | ミシガン州デトロイト | フォード・フィールド            |
| ニュージャージー・ジェネラルズ | ニュージャージー州イーストラザフォード | Mike Riley     | オハイオ州カントン   | Tom Benson Hall of Fame Stadium |
| ピッツバーグ・モーラーズ       | ペンシルバニア州ピッツバーグ           | Ray Horton     | オハイオ州カントン   | Tom Benson Hall of Fame Stadium |
| South Division                 |                                        |                |                      |                                 |
| バーミンガム・スタリオンズ     | アラバマ州バーミングハム               | Skip Holtz     | バーミングハム       | Protective Stadium              |
| ニューオーリンズ・ブレイカーズ | ルイジアナ州ニューオーリンズ           | John DeFilippo | バーミングハム       | Protective Stadium              |
| ヒューストン・ギャンブラーズ   | テキサス州ヒューストン                 | Curtis Johnson | メンフィス           | Simmons Bank Liberty Stadium    |
| メンフィス・ショーボーツ       | テネシー州メンフィス                   | Todd Haley     | メンフィス           | Simmons Bank Liberty Stadium    |

#### ドラフト（2023年）
2023年2月21日、10巡の指名で行われた。ドラフト順は奇数巡が昨年の勝率の悪い順、偶数巡がその逆順で行われた。ただし、奇数巡の第一指名順は、昨シーズン最終週の直接対決まで1勝8敗で最下位に並んでいたミシガン・パンサーズとピッツバーグ・モーラーズの試合結果の勝者が上位になるよう定められた。結果として勝利したパンサーズが第一指名順を得て、勝率と指名順はこの2チームに関しては逆転した。

#### ルール変更（2023年）
前述のように、試合時間短縮のために残り時間5分までは第2、第4クォーターでもパス不成功でクロックが止まらないよう改定された。また、キックオフの81%しかリターンされなかったことを理由として、キックオフの位置を昨年の自陣25ヤード地点から20ヤード地点まで下げた。

#### レギュラーシーズン結果（2023年）
| ノース・ディビジョン | ノース・ディビジョン           | ノース・ディビジョン | ノース・ディビジョン | ノース・ディビジョン | ノース・ディビジョン | ノース・ディビジョン | ノース・ディビジョン | ノース・ディビジョン |
| 順位                 | チーム                         | 勝数                 | 負数                 | 勝率                 | ゲーム差             | ディビジョン内の勝敗 | 総得点               | 総失点               |
| -------------------- | ------------------------------ | -------------------- | -------------------- | -------------------- | -------------------- | -------------------- | -------------------- | -------------------- |
| 1                    | ピッツバーグ・モーラーズ       | 4                    | 6                    | .400                 | -                    | 4-2                  | 177                  | 178                  |
| 2                    | ミシガン・パンサーズ           | 4                    | 6                    | .400                 | -                    | 3-3                  | 171                  | 215                  |
| 以上プレーオフ出場   |                                |                      |                      |                      |                      |                      |                      |                      |
| 3                    | フィラデルフィア・スターズ     | 4                    | 6                    | .400                 | -                    | 2-4                  | 220                  | 258                  |
| 4                    | ニュージャージー・ジェネラルズ | 3                    | 7                    | .300                 | 1                    | 3-3                  | 187                  | 212                  |

| サウス・ディビジョン | サウス・ディビジョン           | サウス・ディビジョン | サウス・ディビジョン | サウス・ディビジョン | サウス・ディビジョン | サウス・ディビジョン | サウス・ディビジョン | サウス・ディビジョン |
| 順位                 | チーム                         | 勝数                 | 負数                 | 勝率                 | ゲーム差             | ディビジョン内の勝敗 | 総得点               | 総失点               |
| -------------------- | ------------------------------ | -------------------- | -------------------- | -------------------- | -------------------- | -------------------- | -------------------- | -------------------- |
| 1                    | バーミンガム・スタリオンズ     | 8                    | 2                    | .800                 | -                    | 4-2                  | 287                  | 196                  |
| 2                    | ニューオーリンズ・ブレイカーズ | 7                    | 3                    | .700                 | 1                    | 4-2                  | 237                  | 184                  |
| 以上プレーオフ出場   |                                |                      |                      |                      |                      |                      |                      |                      |
| 3                    | ヒューストン・ギャンブラーズ   | 5                    | 5                    | .500                 | 3                    | 2-4                  | 223                  | 236                  |
| 4                    | メンフィス・ショーボーツ       | 5                    | 5                    | .500                 | 3                    | 2-4                  | 190                  | 213                  |

#### プレーオフ（2023年）
|  | ディビジョン・ファイナル 2023年6月24日-25日 | ディビジョン・ファイナル 2023年6月24日-25日 | ディビジョン・ファイナル 2023年6月24日-25日 |              |    | チャンピオンシップ 2023年7月1日 | チャンピオンシップ 2023年7月1日 | チャンピオンシップ 2023年7月1日 |  |
|  |                                             |                                             |                                             |              |    |                                 |                                 |                                 |  |
|  | N1                                          | ピッツバーグ                                | 31                                          |              |    |                                 |                                 |                                 |  |
|  | N1                                          | ピッツバーグ                                | 31                                          |              |    |                                 |                                 |                                 |  |
|  | N2                                          | ミシガン                                    | 27                                          |              |    |                                 |                                 |                                 |  |
|  | N2                                          | ミシガン                                    | 27                                          |              | N1 | ピッツバーグ                    | 12                              |                                 |  |
|  |                                             |                                             |                                             |              | N1 | ピッツバーグ                    | 12                              |                                 |  |
|  |                                             |                                             | S1                                          | バーミンガム | 28 |                                 |                                 |                                 |  |
|  | S1                                          | バーミンガム                                | S1                                          | バーミンガム | 28 | 47                              |                                 |                                 |  |
|  | S1                                          | バーミンガム                                |                                             |              |    |                                 |                                 |                                 |  |
|  | S2                                          | ニューオーリンズ                            | 22                                          |              |    |                                 |                                 |                                 |  |

| ディビジョン・ファイナル | ディビジョン・ファイナル | ディビジョン・ファイナル       | ディビジョン・ファイナル | ディビジョン・ファイナル   | ディビジョン・ファイナル | ディビジョン・ファイナル | ディビジョン・ファイナル | ディビジョン・ファイナル |
| ディビジョン             | 試合日                   | アウェイチーム                 | スコア                   | ホームチーム               | 放送局                   | 放送局                   | 放送局                   | 参照                     |
| ディビジョン             | 試合日                   | アウェイチーム                 | スコア                   | ホームチーム               | ネットワーク             | 視聴人数 (百万人)        | 視聴率                   | 参照                     |
| ------------------------ | ------------------------ | ------------------------------ | ------------------------ | -------------------------- | ------------------------ | ------------------------ | ------------------------ | ------------------------ |
| ノース                   | 2023年6月24日 8:00 PM    | ミシガン・パンサーズ           | 27-31                    | ピッツバーグ・モーラーズ   | NBC                      | 0.96                     | 0.6                      | [ 29 ] [ 30 ]            |
| サウス                   | 2023年6月25日 7:00 PM    | ニューオーリンズ・ブレイカーズ | 22-47                    | バーミンガム・スタリオンズ | FOX                      | 0.85                     | 0.5                      | [ 31 ] [ 32 ]            |

| チャンピオンシップ  | チャンピオンシップ       | チャンピオンシップ | チャンピオンシップ         | チャンピオンシップ | チャンピオンシップ | チャンピオンシップ | チャンピオンシップ |
| 試合日              | ノースチャンピオン       | スコア             | サウスチャンピオン         | 放送局             | 放送局             | 放送局             | 参照               |
| 試合日              | ノースチャンピオン       | スコア             | サウスチャンピオン         | ネットワーク       | 視聴人数 (百万人)  | 視聴率             | 参照               |
| ------------------- | ------------------------ | ------------------ | -------------------------- | ------------------ | ------------------ | ------------------ | ------------------ |
| 2023年7月1日 8:00PM | ピッツバーグ・モーラーズ | 12-28              | バーミンガム・スタリオンズ | NBC                | 1.16               | 0.7                | [ 36 ] [ 37 ]      |

### XFLとの統合によるUFLへ
2024年のXFLとの統合によるUFL (ユナイテッド・フットボール・リーグ)設立に伴い、8チームのうち4チームは消滅し、1チームは同じ本拠地のXFLチームと合併してUFLに加わり、3チームはUFLに移動した。
| チーム                         | 消息                                             |                |                |                |
| North Division                 | North Division                                   | North Division | North Division | North Division |
| ------------------------------ | ------------------------------------------------ | -------------- | -------------- | -------------- |
| ミシガン・パンサーズ           | UFLへ移動                                        |                |                |                |
| フィラデルフィア・スターズ     | 消滅                                             |                |                |                |
| ニュージャージー・ジェネラルズ | 消滅                                             |                |                |                |
| ピッツバーグ・モーラーズ       | 消滅                                             |                |                |                |
| South Division                 |                                                  |                |                |                |
| バーミンガム・スタリオンズ     | UFLへ移動                                        |                |                |                |
| ニューオーリンズ・ブレイカーズ | 消滅                                             |                |                |                |
| ヒューストン・ギャンブラーズ   | XFLのヒューストン・ラフネックスと合併しUFLへ移動 |                |                |                |
| メンフィス・ショーボーツ       | UFLへ移動                                        |                |                |                |

## 1982年 - 1986年のUSFL
USFLは、NFLおよびカレッジフットボールがシーズンオフとなる夏にプロフットボールの市場があると見た、ニューオーリンズの実業家デヴィッド・ディクソンによって構想された。ディクソンは、かつてルイジアナ・スーパードームの建設とニューオーリンズ・セインツの創設にかかわる中心メンバーであった 。
構想によれば、各チームはNFLチームと同じスタジアムを春夏期間のシーズンオフ中に使用し、様々なガイドラインに従うはずであった。だが現実には各チームは財政問題を抱え、かつNFLチームからの圧力でスタジアム確保もままならなかった。サラリーキャップの欠如により、運営コストがコントロール不可能になるほどの年俸を支払うチームも出現した。その結果、チームの移転、合併、売却が続出した。また、NFLおよび他のUSFLチームに対抗して好選手を確保するため、年俸条件のつり上げが起こってチームの財政を悪化させた。
USFLチームの運営幹部およびヘッドコーチはNFLでの経験があり、有望な選手やコーチはUSFLでキャリアをスタートさせ、その何人かは後にプロフットボール殿堂や大学フットボール殿堂に入ることになった。シーズン初年度の1983年にはミシガン・パンサーズが優勝し、1984年にはフィラデルフィア・スターズが優勝し、最終シーズンとなった1985年には、移転してボルチモア・スターズとなって連続優勝した。
1985年、USFLは翌年からシーズンをNFLと重なる秋冬制に変更しようとした。当時のニュージャージー・ジェネラルズのオーナーであったドナルド・トランプを含むオーナーたちは、この変更によりNFLとの合併をもくろんだ。その一環としてUSFLはNFLを反トラスト法違反で訴えたが、わずか3ドルの賠償金を得ただけにとどまり、USFLは１億6千3百万ドルの負債を抱えて終了した。

### USFLからNFLに移動した主な選手
- ジム・ケリー : USFL ヒューストン・ギャンブラーズでプレーしたのちにNFL バッファロー・ビルズでプレー
- スティーブ・ヤング : USFL ロサンゼルス・エクスプレスでプレーしたのちにNFL タンパベイ・バッカニアーズ、サンフランシスコ・49ersでプレー
- レジー・ホワイト : USFL メンフィス・ショーボーツでプレーしたのちにNFL フィラデルフィア・イーグルス、グリーンベイ・パッカーズでプレー
- ハーシェル・ウォーカー : USFL ニュージャージー・ジェネラルズでプレーしたのちにNFL ダラス・カウボーイズ、ミネソタ・バイキングスでプレー
- ダグ・フルーティ : USFL ニュージャージー・ジェネラルズでプレーしたのちにNFLとCFLでプレー
- ゲイリー・ジマーマン : USFL ロサンゼルス・エクスプレスでプレーしたのちにNFL ミネソタ・バイキングスでプレー
- ボビー・エイベア : USFL ミシガン・パンサーズ/オークランド・インベーダーズでプレーしたのちにNFL ニューオーリンズ・セインツ、アトランタ・ファルコンズでプレー
- アンソニー・カーター : USFL ミシガン・パンサーズ/オークランド・インベーダーズでプレーしたのちにNFL ミネソタ・バイキングスでプレー

### チーム（1982年 - 1986年）
※太字は2022年以降に復活したチーム
- アリゾナ・アウトローズ (1985; アリゾナ・ラングラーズとオクラホマの合併による)
- アリゾナ・ラングラーズ (1983, 1984; アリゾナとシカゴは選手をトレード)
- バーミンガム・スタリオンズ (1983–1985)
- ボストン・ブレイカーズ (1983)
  - ニューオーリンズ・ブレイカーズ (1984; 移転)
    - ポートランド・ブレイカーズ (1985; 移転)
- シカゴ・ブリッツ (1983, 1984; アリゾナとシカゴは選手をトレード)
- デンバー・ゴールド (1983–1985)
- ヒューストン・ギャンブラーズ (1984–1985)
- ジャクソンビル・ブルズ (1984–1985)
- ロサンゼルス・エクスプレス (1983–1985)
- メンフィス・ショーボーツ (1984–1985)
- ミシガン・パンサーズ (1983–1984; 1985年にオークランドと合併)
- ニュージャージー・ジェネラルズ (1983–1985)
- オークランド・インベーダーズ (1983–1985; 1985年にミシガンと合併)
- オクラホマ・アウトローズ (1984)
- フィラデルフィア・スターズ (1983–1984)
  - ボルチモア・スターズ (1985; 移転)
- ピッツバーグ・モーラーズ (1984)
- サンアントニオ・ガンスリンガーズ (1984–1985)
- タンパベイ・バンディッツ (1983–1985)
- ワシントン・フェデラルズ (1983–1984)
  - オーランド・レネゲイズ (1985; 移転)

### ディビジョン構想
NFLとの裁判の前、インディペンダンス・ディビジョンとリバティー・ディビジョンの二つに分ける構想があった。
| - インディペンデンス・ディビジョン - アリゾナ・アウトローズ - ジャクソンビル・ブルズ (デンバー・ゴールドと合併) - オーランド・レネゲイズ - タンパベイ・バンディッツ | - リバティ・ディビジョン - ボルチモア・スターズ - バーミンガム・スタリオンズ - メンフィス・ショーボーツ - ニュージャージー・ジェネラルズ (ヒューストン・ギャンブラーズと合併) |

## 参照
1. ↑  Ourand, John (2022年6月27日). “USFL back for second season, says Fox's Shanks” (英語). Sports Business Journal. 2022年6月27日閲覧。
2. ↑  “'WE’RE HOME': PRO FOOTBALL RETURNS TO MEMPHIS WITH ICONIC USFL SHOWBOATS”. USFL Official League Website. 2022年11月15日閲覧。
3. ↑  Staff, TSN ca (2023年9月28日). “XFL, United States Football League announce intention to merge” (英語). TSN. 2023年9月28日閲覧。
4. ↑  “USFL/XFL Merger Has Cleared Federal Review — Announcement Coming Soon” (英語). Pro Football Newsroom. Template:Cite webの呼び出しエラー：引数 accessdate は必須です。
5. ↑  “USFL, XFL announce merger, rebrand as United Football League ahead of 2024 inaugural season”. CBS Sports. 2024年1月1日閲覧。
6. ↑  “USFL announces division structure, playoff format for inaugural season”. FBSchedules (2021年11月17日). 2021年11月17日閲覧。
7. ↑  “New USFL adds 3 point conversions and best of three rule twists” (英語). ESPN.com (2022年3月23日). 2022年3月23日閲覧。
8. ↑  “USFL makes a rule change to keep games under 3 hours”. 2022年5月6日閲覧。
9. 1 2 3  “Changes Coming to USFL Rules & Officiating in 2023”. usflnewshub.com (2023年2月7日). 2023年2月22日閲覧。
10. ↑  Smith, Michael David (2022年4月9日). “USFL to eliminate chains, measure first downs with chip in ball and yellow line on TV” (英語). ProFootballTalk. 2022年4月10日閲覧。
11. ↑  “USFL proposes hosting relaunch season in Birmingham in Spring 2022” (英語). WVTM13 (2021年10月11日). 2021年10月11日閲覧。
12. ↑  “USFL possibly returning to Birmingham” (英語). WBRC6 (2021年10月12日). 2021年10月12日閲覧。
13. ↑  “USFL Reaches Media Rights Agreement with NBC Sports” (Press release). NBC Sports. 15 December 2021. The Futon Criticより2021年12月15日閲覧.
14. ↑  “New USFL reveals team names, cities, logos for 2022 season”. FOX 13 Tampa Bay (2021年11月22日). 2021年11月22日閲覧。
15. ↑  “BJCC officials in discussions to host all United States Football League games in Birmingham” (英語). CBS42 (2021年10月11日). 2021年10月12日閲覧。
16. ↑  “WATCH: Gene Hallman talks possibility of USFL coming to Birmingham” (英語). CBS42 (2021年10月14日). 2021年10月14日閲覧。
17. ↑  “Birmingham Parks and Rec Board votes to put Legion Field in play for the USFL”. CBS 42 (2021年10月21日). 2022年1月3日閲覧。
18. ↑  “USFL announces inaugural playoffs, championship game in Canton, Ohio” (英語). FOX Sports. 2022年2月17日閲覧。
19. 1 2  Pickman, Ben. “USFL Unveils Logos, Team Names Ahead of Return Season” (英語). Sports Illustrated. 2022年1月6日閲覧。
20. 1 2  “SKEDBALL: Weekly Sports TV Ratings 6.20-6.26.2022 | Showbuzz Daily”. showbuzzdaily.com. 2022年6月28日閲覧。
21. 1 2  Mitchell, Mike (2022年6月28日). “USFL 2022: Playoff TV Ratings On FOX/NBC” (英語). usflnewshub.com. 2022年6月28日閲覧。
22. ↑  “SKEDBALL: Weekly Sports TV Ratings 6.27-7.3.2022 | Showbuzz Daily”. showbuzzdaily.com. 2022年7月6日閲覧。
23. ↑  Paulsen (2022年7月6日). “USFL title game is league's most-watched since opening weekend” (英語). Sports Media Watch. 2022年7月6日閲覧。
24. ↑  Johnson, Roy S. (2022年11月14日). “USFL reveals season 2 details for Birmingham” (英語). al. 2022年12月13日閲覧。
25. ↑  Davis, Corey (2022年11月15日). “Local leaders: Why USFL Memphis Showboats' return could boost Memphis' economy”. American City Business Journals. 2022年11月16日閲覧。
26. ↑  Bona, Marc (2023年1月25日). “USFL switches format, includes Canton as hub for 2023 season” (英語). The Plain Dealer. 2023年1月25日閲覧。
27. ↑  Mike Mitchell. “USFL 2023: Divisional Playoff TV Ratings Report On FOX And NBC”. usflnewshub.com. 2023年6月27日時点のオリジナルよりアーカイブ。2023年6月27日閲覧。
28. ↑  Mitch Metcalf. “SKEDBALL: Weekly Sports TV Ratings 6.19-6.25.2023 | Showbuzz Daily”. showbuzzdaily.com. 2023年6月27日時点のオリジナルよりアーカイブ。2023年3月3日閲覧。
29. ↑  “June 24: Michigan Panthers @ Pittsburgh Maulers Recap” (英語). The USFL. 2022年6月24日閲覧。
30. ↑  “Michigan Panthers vs. Pittsburgh Maulers, USFL on FOX/NBC, Full Game Highlights”. youtube. 2023年6月25日時点のオリジナルよりアーカイブ。2023年6月25日閲覧。
31. ↑  “June 25: New Orleans Breakers @ Birmingham Stallions Recap” (英語). The USFL. 2022年6月25日閲覧。
32. ↑  “New Orleans Breakers vs. Birmingham Stallions, USFL on FOX/NBC, Full Game Highlights”. youtube. 2023年6月26日時点のオリジナルよりアーカイブ。2023年6月26日閲覧。
33. ↑  Mike Mitchell. “USFL 2023 Championship Game TV Rating Sees Significant Decline In Viewership From 2022”. usflnewshub.com. 2023年7月5日時点のオリジナルよりアーカイブ。2023年7月5日閲覧。
34. ↑  Mitch Salem. “Some Unfortunate News | Showbuzz Daily”. showbuzzdaily.com. 2023年7月5日時点のオリジナルよりアーカイブ。2023年7月5日閲覧。
35. ↑  Jon Lewis. “Weekly sports ratings: NASCAR tops charts”. Sports Media Watch. 2023年7月5日時点のオリジナルよりアーカイブ。2023年7月5日閲覧。
36. ↑  “July 1: Pittsburgh Maulers @ Birmingham Stallions Recap” (英語). The USFL. 2022年7月1日閲覧。
37. ↑  “Pittsburgh Maulers vs. Birmingham Stallions, USFL on FOX/NBC, Full Game Highlights”. youtube. 2023年7月2日時点のオリジナルよりアーカイブ。2023年7月2日閲覧。
38. ↑  “Dave Dixon, driving force behind Superdome, dies”. 2017年1月9日閲覧。
39. ↑  “The USFL proved part of its case against the NFL only to see the jury sack the winners for a loss”. 2017年1月9日閲覧。